# Regina Schleicher

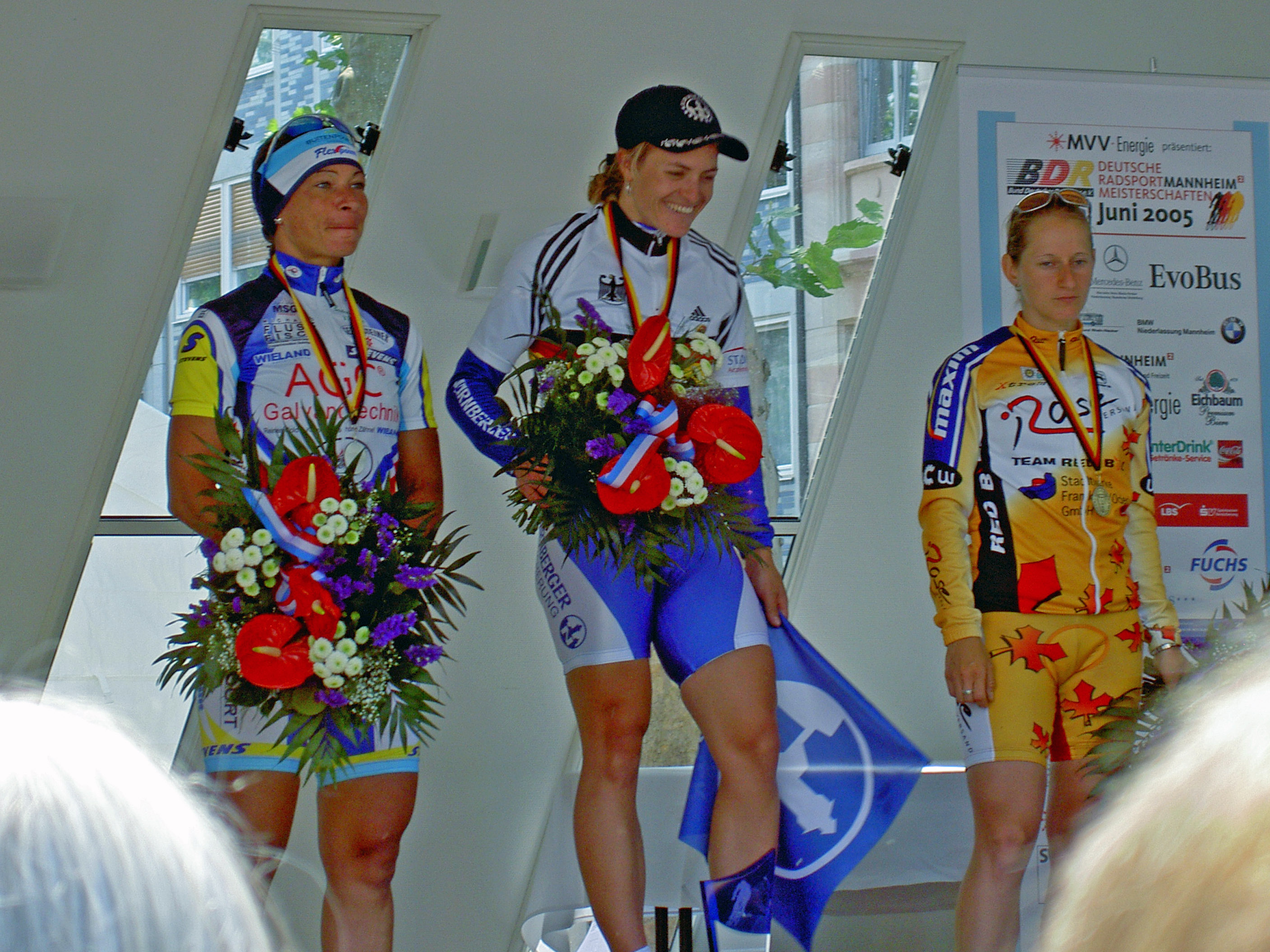
Regina Schleicher gewinnt die deutsche Meisterschaft (2005)

Regina Schleicher (* 21. März 1974 in Würzburg) ist eine ehemalige deutsche Radrennfahrerin. Ihr größter sportlicher Erfolg war der Titelgewinn im Straßenrennen der Weltmeisterschaften 2005.

## Radsport-Laufbahn
Regina Schleicher wuchs in Marktheidenfeld auf und besuchte dort die Schule. Ihr Vater, Hans Schleicher (* 1949), ist Radsporttrainer und führte sie auch zu ihrem ersten Verein, dem RV Concordia Karbach in Karbach. Zudem machte sie eine Ausbildung zur Kindergärtnerin. Ihre jüngere Schwester Andrea war ebenfalls im Radrennsport tätig und über mehrere Jahre erfolgreiche Bundesliga-Mannschaftsfahrerin der RG Thüringen.
In den Jahren 1999 bis 2004 fuhr Regina Schleicher für italienische Radsportteams. Der Sportliche Leiter des Teams, Gianluigi Barsottelli, wurde ihr Lebensgefährte.
Seit 2005 fuhr Schleicher für die Equipe Nürnberger und konnte im selben Jahr auf der Straße sowohl den nationalen Meistertitel als auch den Weltmeistertitel holen. Schleicher galt als eine der weltbesten Sprinterinnen und als beste Sprinterin ihrer Mannschaft und in Deutschland. Ihre Mannschaft versuchte sie – bei günstiger taktischer Ausgangslage – mit einem Sprintzug in aussichtsreiche Position zu bringen. Bei der WM praktizierten ihre Teamkameradinnen diese Taktik in vorbildlicher Weise im Nationaltrikot und führten Regina Schleicher zum Sieg.
2008 erlitt Schleicher einen schweren Sturz, nach dem sie ihre alte Form nicht mehr erreichen konnte. Im Jahr darauf beendete sie ihre Radsport-Laufbahn, nachdem ihr Vertrag bei der Equipe Nürnberger nicht verlängert worden war, und wurde im Rahmen des Rennens Rund um die Nürnberger Altstadt offiziell verabschiedet. Im Jahr 2010 trat sie vom Rücktritt zurück und fuhr noch eine Saison für das italienische Team S.C. Michela Fanini Record Rox, um dann endgültig ihre Karriere zu beenden.

## Nach dem Radsport
Seit Beginn der 2000er Jahre lebt Regina Schleicher in der Toskana und hat eine Familie gegründet. Sie baut dort eine eigene Imkerei auf (Stand 2016).

## Ehrungen
In Marktheidenfeld erhielt sie die Verdienstmedaille der Stadt. Auch wurde ein Radweg zwischen Marktheidenfeld und Zimmern in „Regina-Schleicher-Weg“ umbenannt. Im Rahmen des Berliner Sechstagerennens 2010 wurde sie vom Bund Deutscher Radfahrer mit dem Goldenen Nagel geehrt.

## Palmarès
In Mannheim wurde sie 2005 zum zweiten Mal Deutsche Meisterin der Straßenfahrerinnen. Ihr erstes Meistertrikot holte sie elf Jahre früher bei den Juniorinnen. Bei der U23 wurde sie 1994 Europameisterin im Straßenrennen. Zu ihren weiteren Erfolgen zählen u. a.:
- Grand Prix de Plouay 2002
- Gran Premio Castilla y León 2002
- sieben Etappen Giro d’Italia Femminile 2003–2005
- zwei Etappen Kanada-Rundfahrt 2003
- eine Etappe Giro del Trentino Alto Adige (2004)
- eine Etappe Tóur du Grand Montréal  2004
- vier Etappen Vuelta Castilla y León" 2003–2005
- eine Etappe Holland Ladies Tour 2004
- Straßenweltmeisterschaft 2005
- Trofeo Alfredo Binda-Comune di Cittiglio 2006
- Rund um die Nürnberger Altstadt 2000, 2006
- Gran Premio della Liberazione Donne 2005, 2008

## Teams
- 1999–2000 Alfa Lum
- 2001–2002 SC Michela Fanini Record Rox
- 2003 USC Chirio Forno d’Asolo
- 2004 Safi-Pasta Zara-Manhattan
- 2005–2009 Equipe Nürnberger Versicherung
- 2010 S.C. Michela Fanini Record Rox